# Il vagabondo (Waltari)
Il vagabondo (titolo originale Mikael Hakim) è un romanzo dell'autore finlandese Mika Waltari, pubblicato nel 1949.
Il romanzo rappresenta la seconda delle due parti della storia di Mikael, di cui il romanzo L'avventuriero ne rappresenta la prima parte. Vengono descritte le avventure di un giovane finlandese, Mikael Karvajalka, durante il sedicesimo secolo, nella Turchia dell'Impero ottomano, dove Mikael, dopo essersi convertito all'Islam col nome di Mikael Hakim, ascende alla corte di Solimano il Magnifico.